# Marioara Pruteanu-Corduban
Mărioara Pruteanu-Corduban (n. 20 august 1946, Bădeni, județul Iași – d. 11 mai 1993, Suceava) a fost pictor și grafician român.

## Biografie
Urmează Institutul de Arte Plastice "Ion Andreescu" din Cluj Napoca, promoția  1971.Mărioara Pruteanu manifesta o anume predilecție pentru tehnica acuarelei, în care artista reușește să-și impună personalitatea, abordând o tematică diversă: peisaj, compoziție, natură statică, flori. Prima expoziție personală deschisă la Suceava în februarie 1973, releva un talent viguros, dublat de o mare personalitate. În cronica intitulată "Un promițător debut", Marcel Mureșeanu scria în ziarul "Zori Noi":   "Culoarea este unul din elementele constructive esențiale la Mărioara Pruteanu, devenind când elegantă și solemnă, când aprinsă și fremătătoare, în funcție de sentimentul care a generat tablourile și a rămas înscris pe suprafața lor". Participă, din 1971, la manifestările Cenaclului U.A.P. Suceava, la expoziții festive și personale: 1973, 1975, 1978 etc. În 1981 este distinsă cu Marele premiu "Voroneț" la Festivalul-concurs "Voronețiana"- grafică. Ulterior optează pentru tehnica combinată acuarelă - pictură, care-i oferă multiple posibilități de exprimare, dând la iveală lucrări cu o mare încărcătura simbolică și sensuri metaforice.Lucrări într-un catalog selectiv: De veghe; Sunet de orgi; Adolescenta; Dialog in timp; Icar.

Distincții: în 1970, Premiul II la Festivalul Național "Cântarea României"; în 1981Marele Premiu Voroneț, pentru grafică, la Festivalul-concurs Voronețiana, Suceava.